# Rubrouck
Rubrouck (tiếng Hà Lan: Rubroek, once Ruysbroeck) là một xã ở tỉnh Nord ở miền bắc nước Pháp. Xã này có diện tích 14,88 km², dân số năm 1999 là 772 người. Xã nằm ở khu vực có độ cao trung bình 33 mét trên mực nước biển.